# Ficuzza

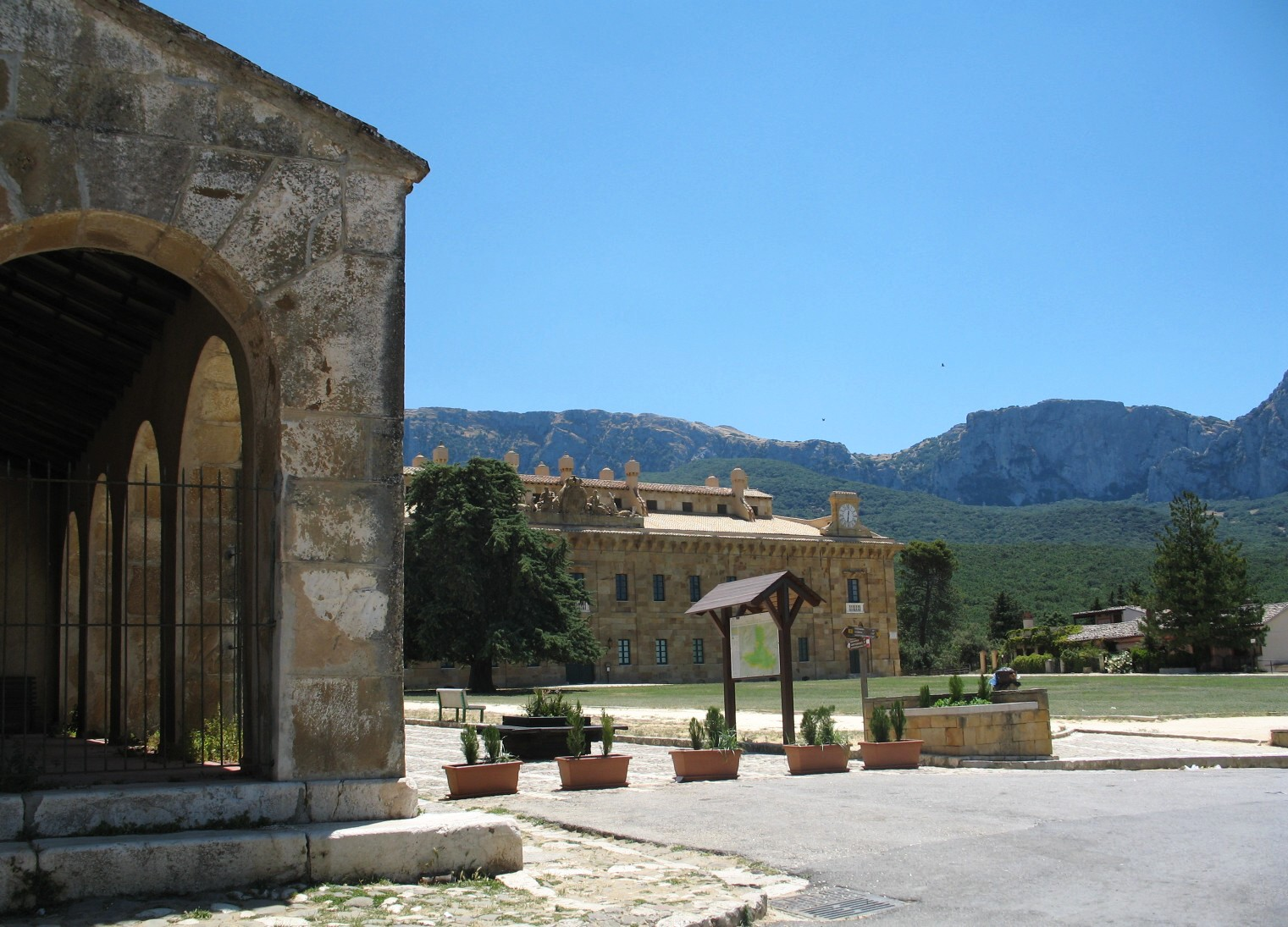
Královský palác ve Ficuzze v červenci roku 2009, tři měsíce po zpřístupnění veřejnosti. V pozadí Rocca Busambra (1613 m n. m.).

Ficuzza je malé sídlo v metropolitním městě Palermo v západní části Sicílie. Nachází se ve vnitrozemí v nadmořské výšce 682 m necelých 40 km na jihovýchod od Palerma. Administrativně Ficuzza přináleží k městečku Corleone, vzdálenému od obce 12 kilometrů směrem na jih. V roce 2001 žilo ve Ficuzze 146 obyvatel.

## Historie
V roce 1799 král Ferdinand I. Neapolsko - Sicilský z rodu Bourbonů (na Sicílii vládl jako král Ferdinand III.) získal pozemky v oblasti Ficuzza, Lupo a Cappeliere. Jako velký milovník lovu si zde nechal vybudovat letní sídlo, které sloužilo jako lovecký zámeček. Palác byl dokončen v roce 1807. Po roce 1901 byla Ficuzza vyhlášenými klimatickými lázněmi, vyhledávanými příslušníky sicilské šlechty. O dalších 100 let později, na počátku 21. století, byl královský palác ve Ficuzze s podporou fondů Evropské unie rekonstruován a v dubnu roku 2009 byl zpřístupněn veřejnosti.

## Přírodní zajímavosti

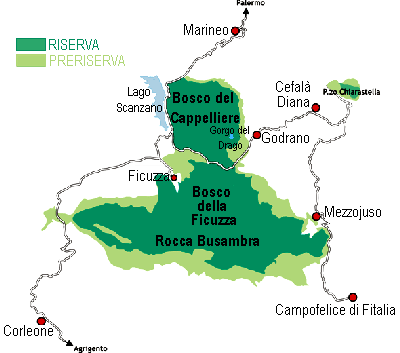
Mapa přírodních rezervací u Ficuzzy

Ficuzza je výchozím místem do přírodní rezervace Bosco della Ficuzza, Rocca Busambra, Bosco del Capelliere a Gorgo del Drago, vyhlášené 26. července roku 2000. Vrchol skalnatého hřebene Rocca Busambra v nadmořské výšce 1613 m je zároveň nejvyšším vrcholem Sicanských hor (Monti Sicani). Na území přírodní rezervace se nacházejí cenné lesní porosty (bosco) u Ficuzzy a Godrana, jejichž uchování bylo svěřeno pod správu státu již v roce 1912. Les u Ficuzzy (Bosco della Ficuzza) se rozkládá na ploše zhruba 5000 hektarů.

## Doprava

### Veřejná doprava
Z autobusů na lince Palermo - Corleone, provozovaných Sicilskou dopravní společností ( Azienda Siciliana Trasporti - AST), do Ficuzzy zajíždějí čtyři spoje denně, v neděli dopravní spojení neexistuje (údaje z jízdního řádu pro zimní období roku 2015). Až do roku 1954 existovalo z Palerma do Ficuzzy také železniční spojení.

### Železnice Palermo - Corleone - San Carlo-Burgio
Záměr vybudovat železnici vedoucí z Palerma do dosud málo přístupného siciliského vnitrozemí, byl poprvé prezentován v roce 1860. Stavby se ujala společnost The Sicilian Railways Company Limited of London v čele s podnikatelem Robertem Trewhelem, který byl rovněž stavitelem okružní železnice Circumetnea, vedoucí z Catanie kolem nejvyšší činné evropské sopky Etny. Stavební práce na trati o rozchodu 950 mm byly zahájeny 20. dubna 1884. Za 32 měsíců, 20. prosince 1882, byl slavnostně uveden do provozu úsek Palermo - Corleone. Po roce 1889 byla trať prodloužena až do San Carla s návazností na již existující regionální dráhu Castelvetrano - Agrigento. Konečná délka trati byla 112,29 km. Výchozí stanici úzkorozchodné dráhy bylo nádraží Sant´Erasmo (5 m n. m.), nacházející se na východním předměstí Palerma přímo u pláží na břehu Středozemního moře. Nejvýše položenou stanicí bylo Godrano (754 m n. m.) Maximální stoupání trati bylo 39 promile, nejpozoruhodnější stavbou pak železniční viadukt s 13 oblouky přes řeku Eleuthero u městečka Misilmeri. Pokud jde o Ficuzzu, bývalé nádraží v obci nyní slouží jako hotel a restaurace s názvem Antica Stazione (Staré nádraží). V interiéru jsou vystaveny dokumenty a podrobné mapy okolí a také některé předměty, upomínající na dřívější historii nádraží. Těleso bývalé trati v této oblasti bylo přebudováno na stezku pro cyklisty a pro pěší turisty.

## Galerie

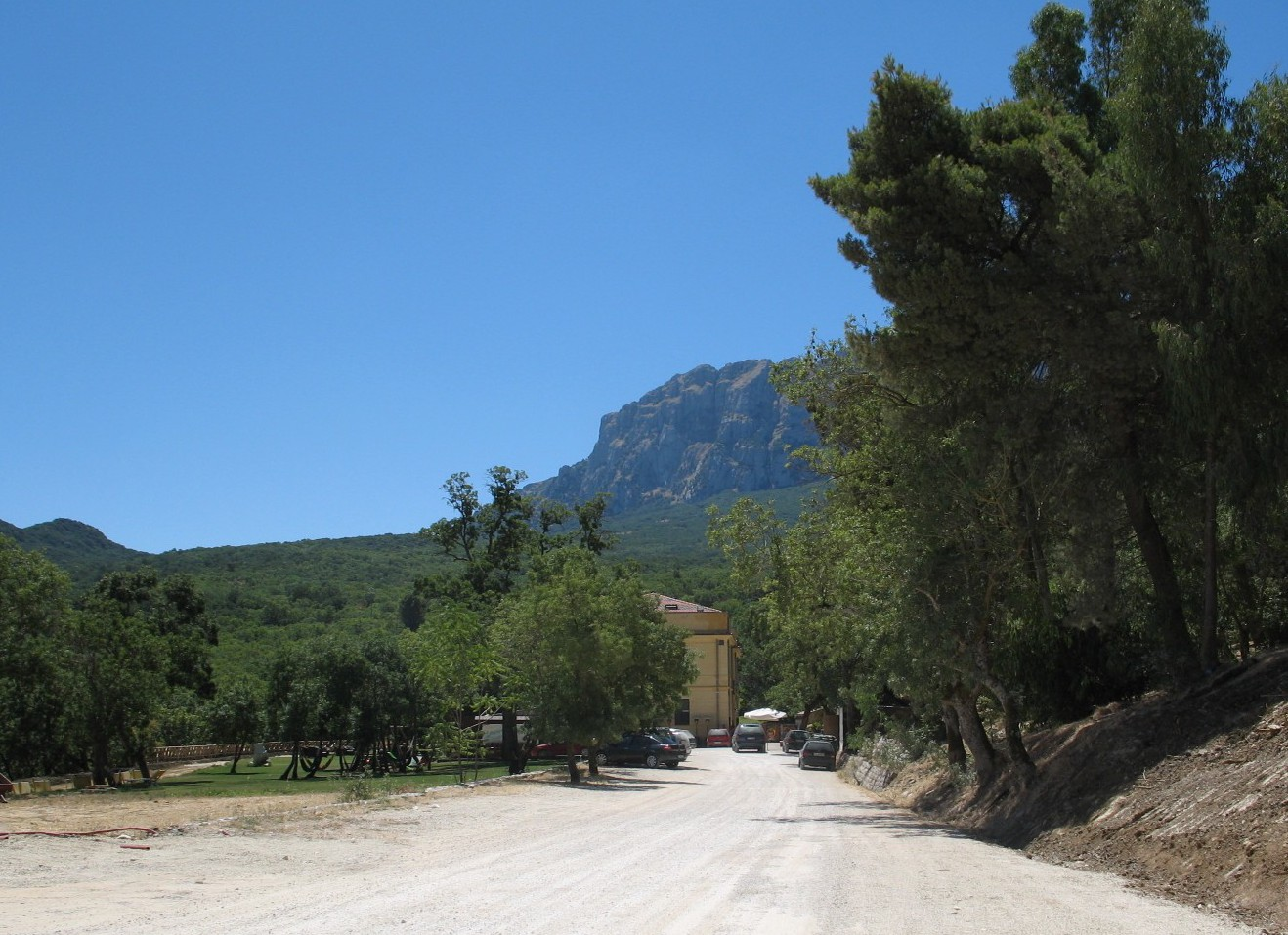
Cesta k bývalému nádraží ve Ficuzze
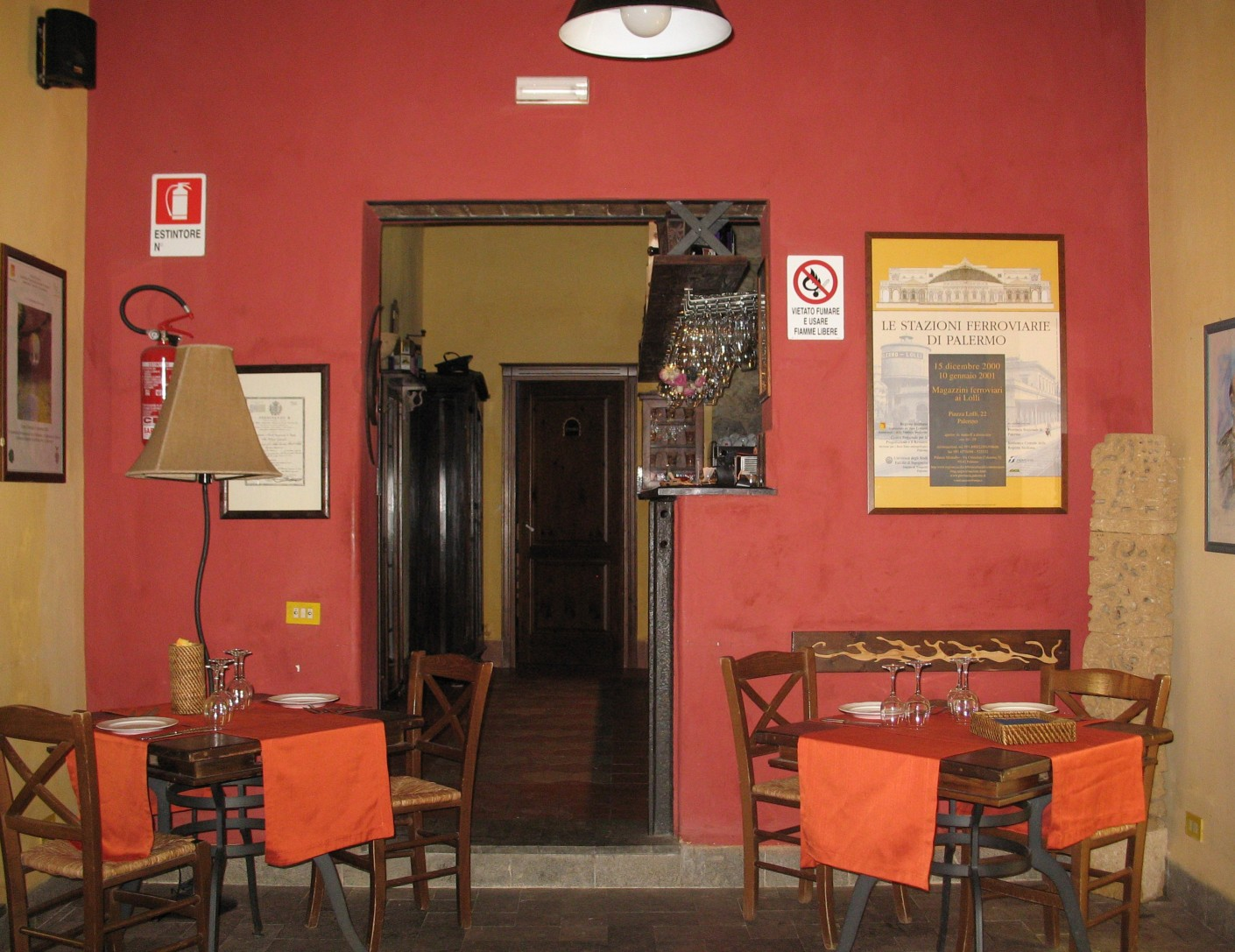
Interiér hotelové restaurace Antica Stazione
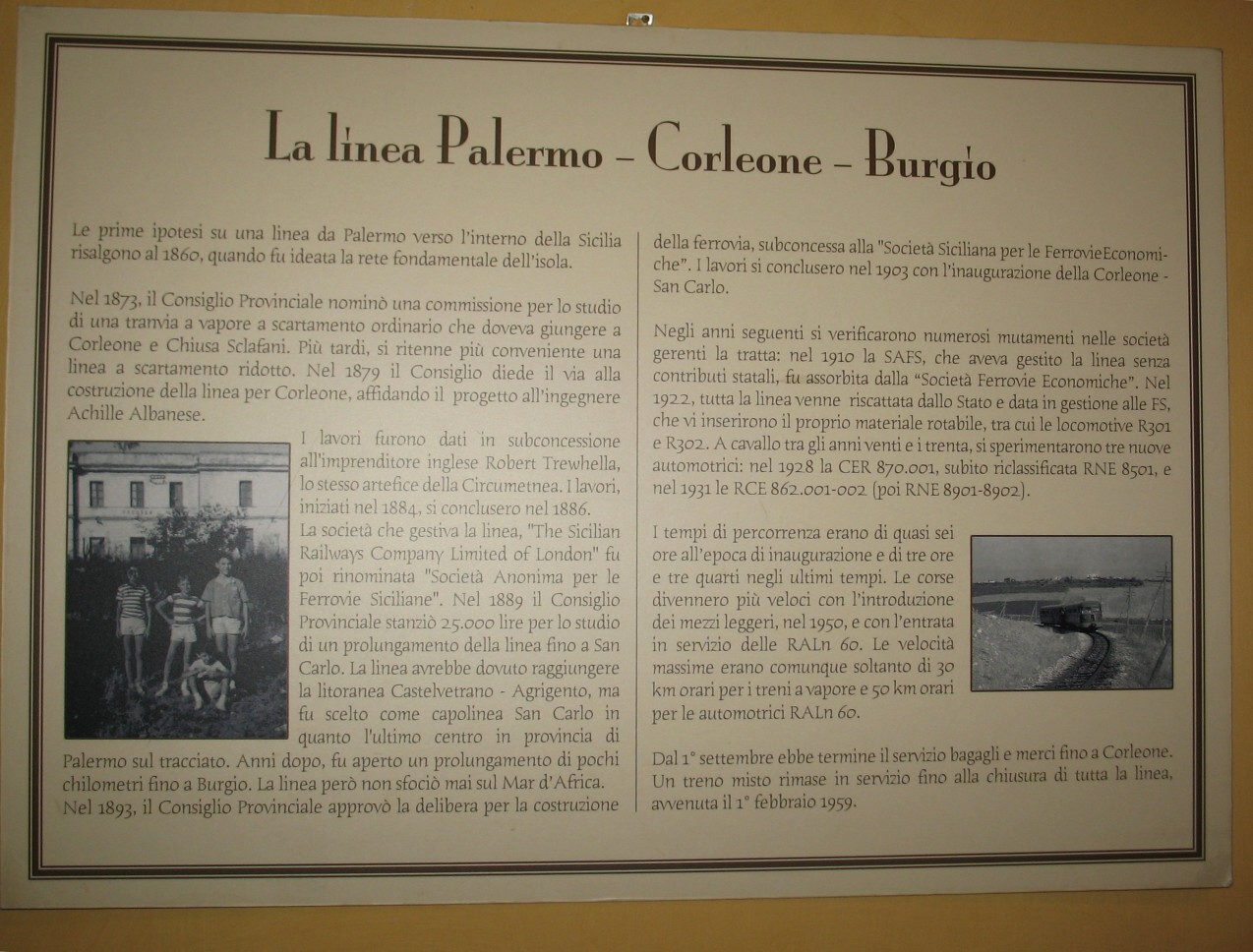
Z výstavky v budově někdejší železniční stanice ve Ficuzze
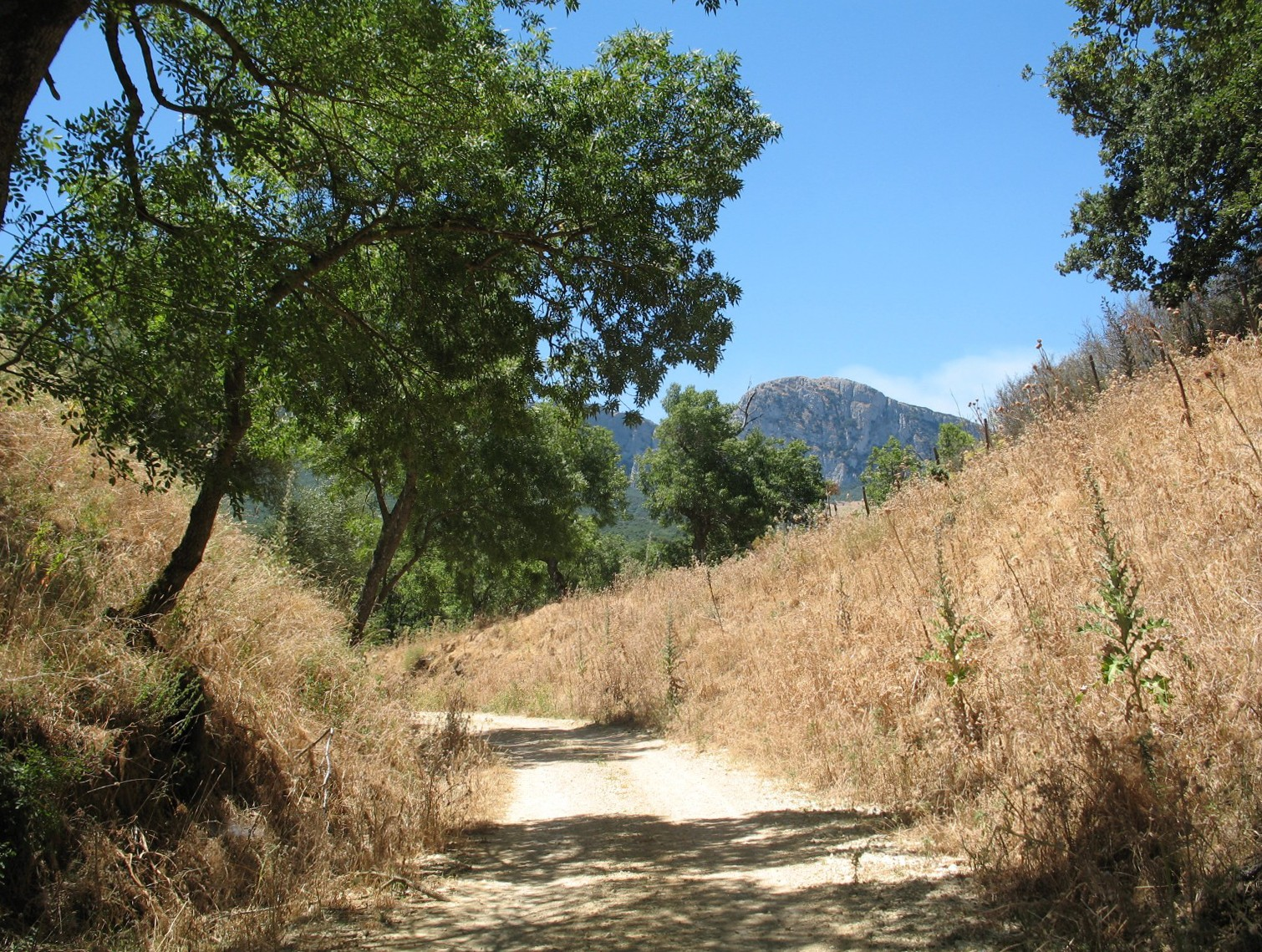
Těleso železniční trati bylo proměněno v turistickou stezku
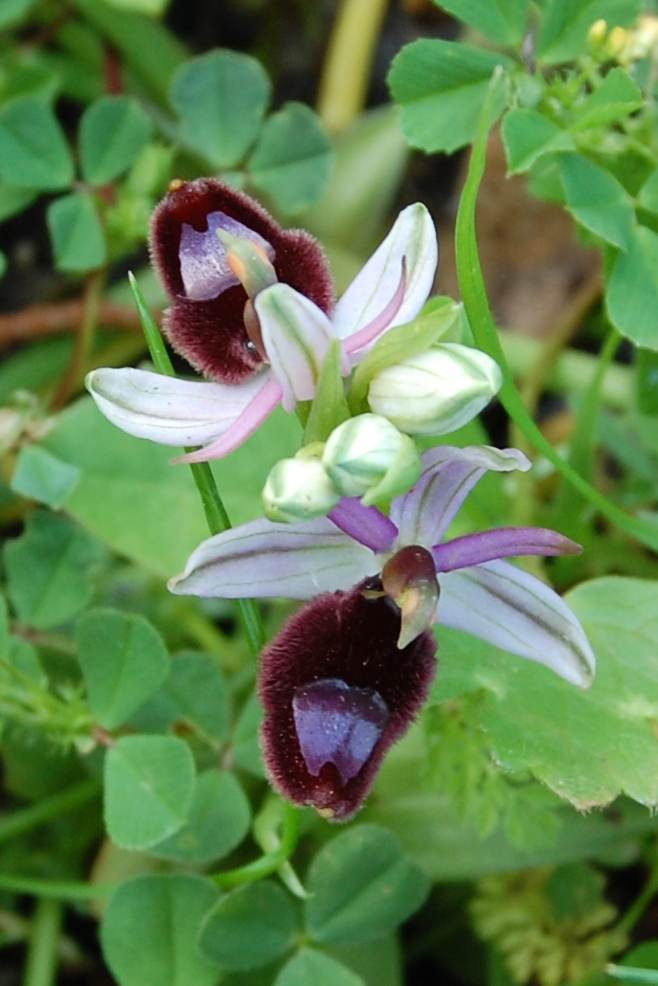
Ophrys bertolonii v rezervaci Bosco della Ficuzza
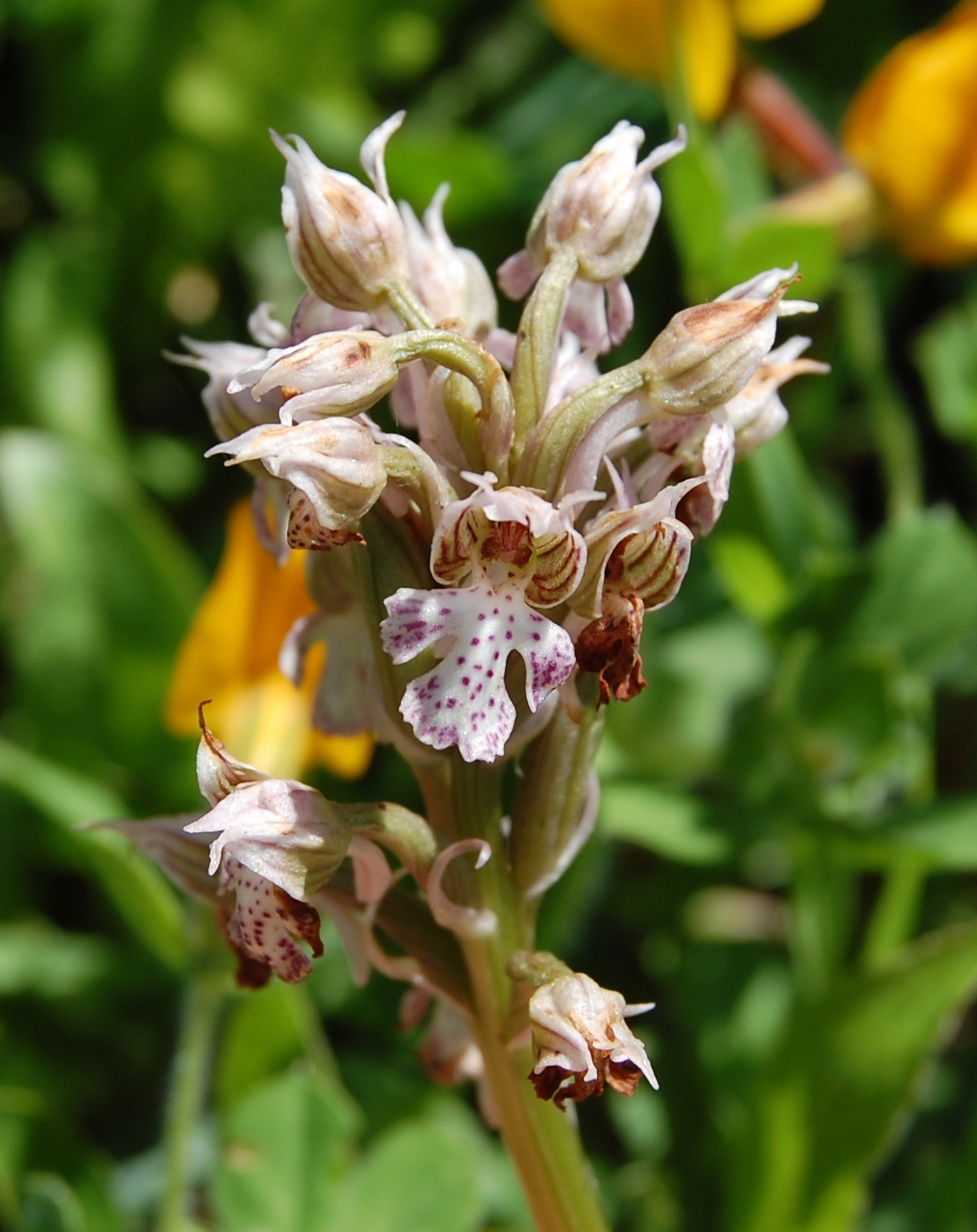
Květ orchideje Neotinea lactea